# Decorazioni scultoree della pieve di San Pietro (Gropina)

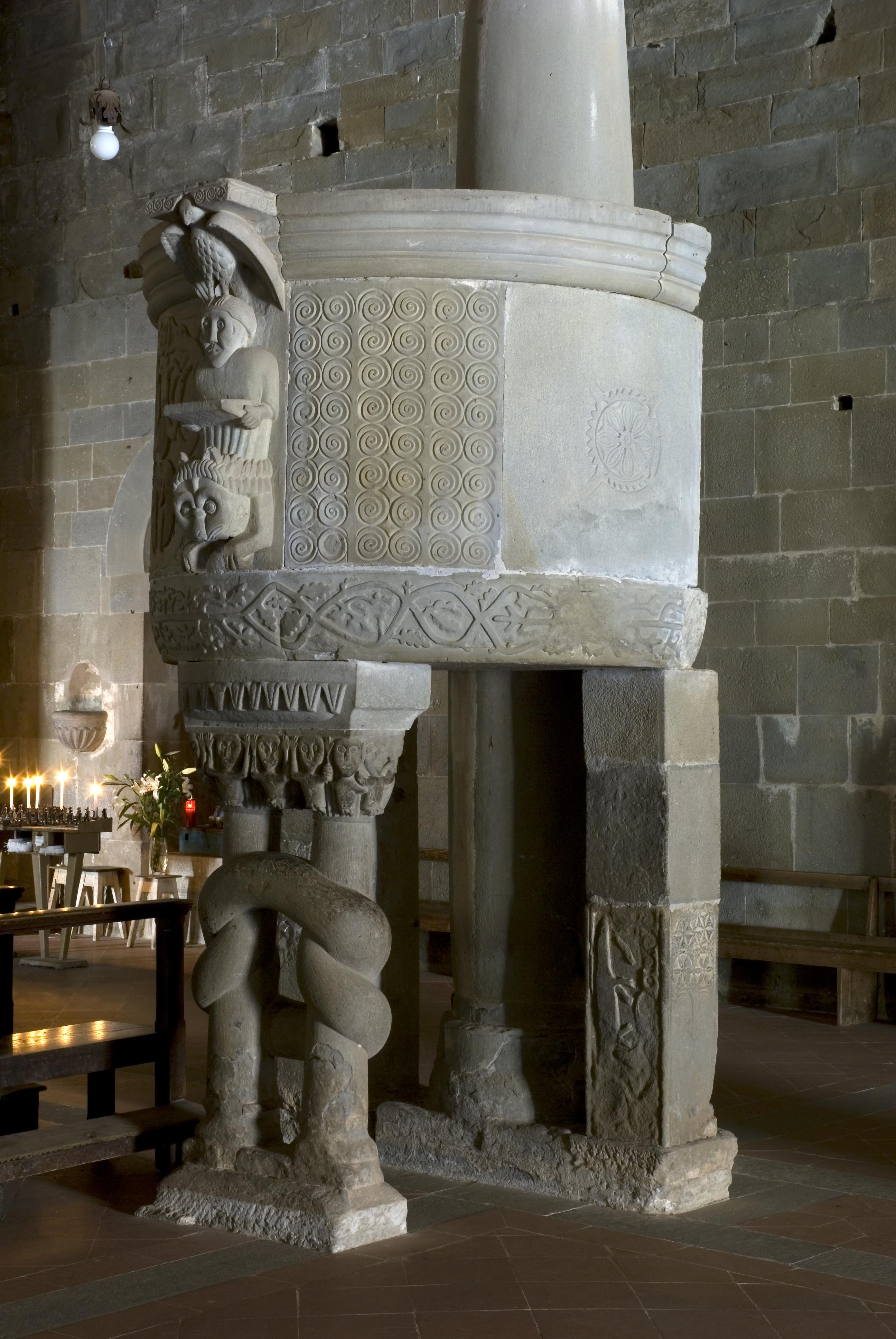
Il pulpito del IX secolo

La decorazione interna della Pieve di San Pietro (Gropina) è particolarmente ricca, soprattutto nei capitelli e nel pulpito, i cui programmi iconografici sono una vera "enciclopedia sacra" con evidente intento didascalico. Sono raffigurate scene tratte dall'Antico, Nuovo Testamento, animali e creature fantastiche con un preciso valore simbolico, ma anche episodi tratti dalle favole di Fedro con preciso valore morale. 
Il pulpito fu realizzato nel IX secolo ed è notevole testimanianza di arte longobarda, mentre i capitelli risalgono alla seconda metà del XII secolo (a destra) e alla prima metà del XIII secolo (a sinistra) e sono notevole espressione di scultura romanica. Si ignorano le identità degli scultori. Secondo Guido Tigler, un primo scultore, di cultura lombarda, eseguì i capitelli di destra, in controfacciata e quelli in fondo alla navata sinistra, mentre una maestranza più moderna e di influsso linguadocano, a breve distanza di tempo scolpì i primi quattro capitelli della navata sinistra.

## Pulpito
Per quanto riguarda il pulpito, la tavola che l'Angelo di Matteo mostra è riportata una scritta assai consunta che nel 1996 Carlo Fabbri riuscì a decifrare e che permette di risalire ad una commissioone di tale prete Bernardo nell’anno 825:
[...]Q[...] [PRESBIT]ERV(M) BERNARD(VM)
[...] M(ISE)R(I)CHORD(EM)
A(NNO) D(OMINICE) I(NCARNATIONIS)
DC[CC]XXV I.R.f(ecit).
- La colonna ofitica ed il capitello con le figurine oranti

Il pulpito è sostenuto da una colonna ofitica, che simboleggia la Trinità, dove le due colonne più alte e più basse sono, rispettivamente, il Padre (amante) ed il Figlio (amato), mentre il nodo rappresenta lo Spirito Santo (Amore); oppure rappresenta la doppia natura di Cristo, divina e umana, indissolubilmente legata. Il capitello sopra la colonna ofitica presenta i dodici apostoli in posizione inginocchiata ed orante in atto di ricevere lo Spirito Santo simboleggiato dalle fiammelle soprastanti.
- La fascia con tralci di quercia ed i quattro evangelisti

Alla base del pulpito, sopra la colonna, vi è una fascia con tralci di quercia stilizzati, simboleggianti la forza della Fede,, o comunque la forza data da Cristo. Dopra la colonna, sul parapetto, spiccano i Quattro Evangelisti raffigurati, dall’alto verso il basso, dall’ aquila simbolo di Giovanni, Angelo simbolo di Matteo, Leone simbolo di Marco, e Bue simbolo di Luca, quest’ultimo tra i dentelli del capitello più in basso.
- Le quattro grandi specchiature

Ai lati dell’asse fornito dai quattro evangelisti, sul parapetto, sono poste quattro grandi specchiature, due per lato.
Partendo dall’estrema sinistra, vi è il Serafino con le sei ali spiegate, insieme a due piccoli immagini dell'Agnello di Dio (in basso) e due Grifoni, simbolo di Cristo giudice e misericordioso (in alto). Più a destra si ammira la Tentazione contro la Fede, raffigurata dalla Sirena con la coda bicaudata aperta, simbolo di tentazione lussuriosa, e di Adamo (per alcuni un Acrobata), che è divorato da due serpenti. Quindi è presente la specchiatura con le spirali, interpretate come ricerca della Fede, anche se la posizione che fa da "pendant" rispetto a quella della Tentazione suggerisce un significato più negativo, ovvero le spirali verso il peccato, considerando che tutte le spirali terminano il percorso in uscita verso il basso. È stato anche ipotizzato, essendo le spirali affrontate con percorsi in senso orario ed antiorario, che rappresentino i cammini virtuosi e peccatori, oppure evoluzione e involuzione. Infine, all’estrema destra, vi è il Disco solare, raffigurante Cristo come luce del mondo, la cui nascita fissata al 25 dicembre coincide proprio con la Festa del Sole degli antichi Romani. L’immagine è interpretabile anche come simbolo di Trinità, considerando gli otto petali (numero riconducibile a Dio), i quattro rami della croce più esterni (Cristo) e le fiammelle (Spirito Santo).

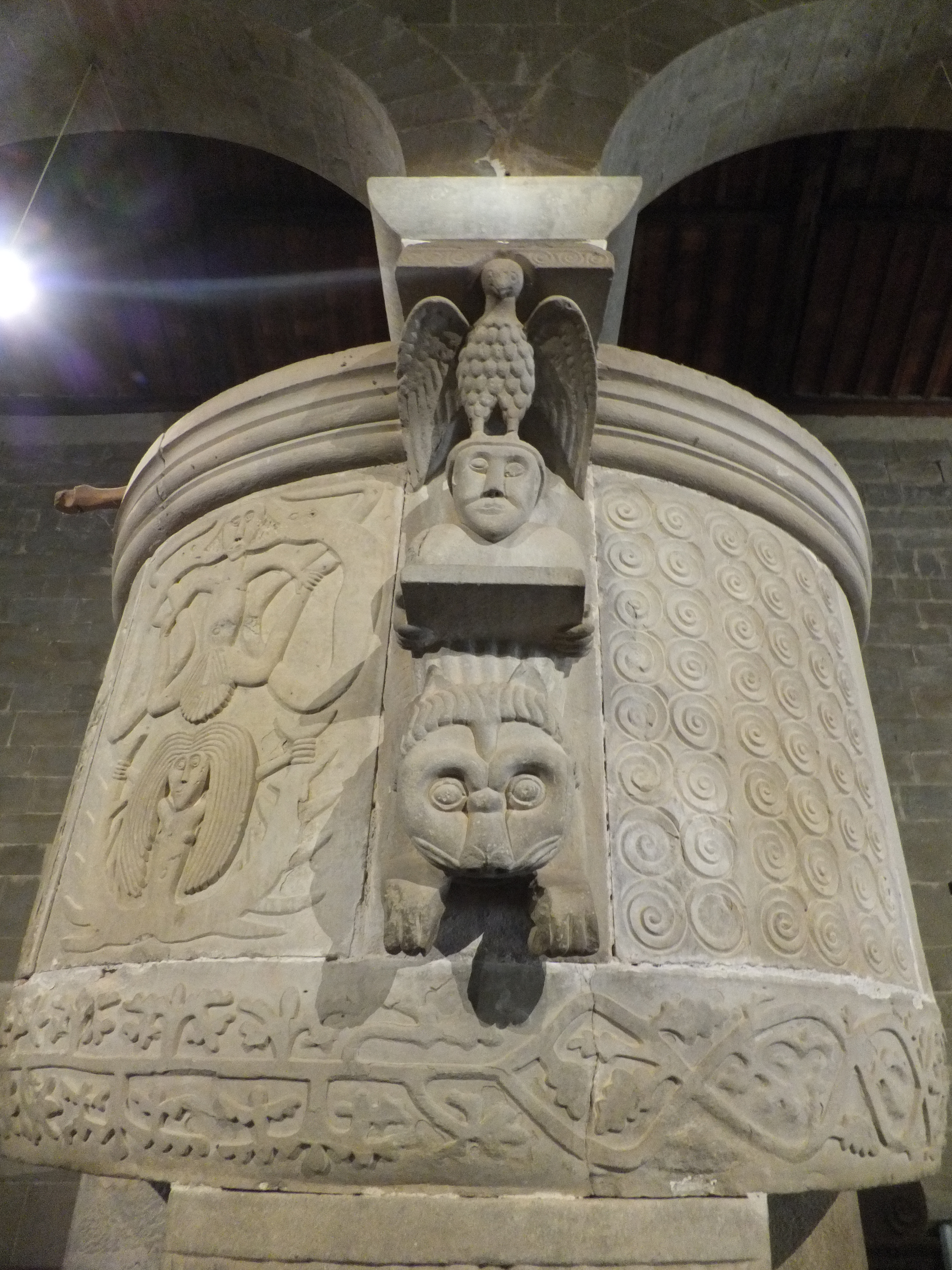
Particolare del pulpito
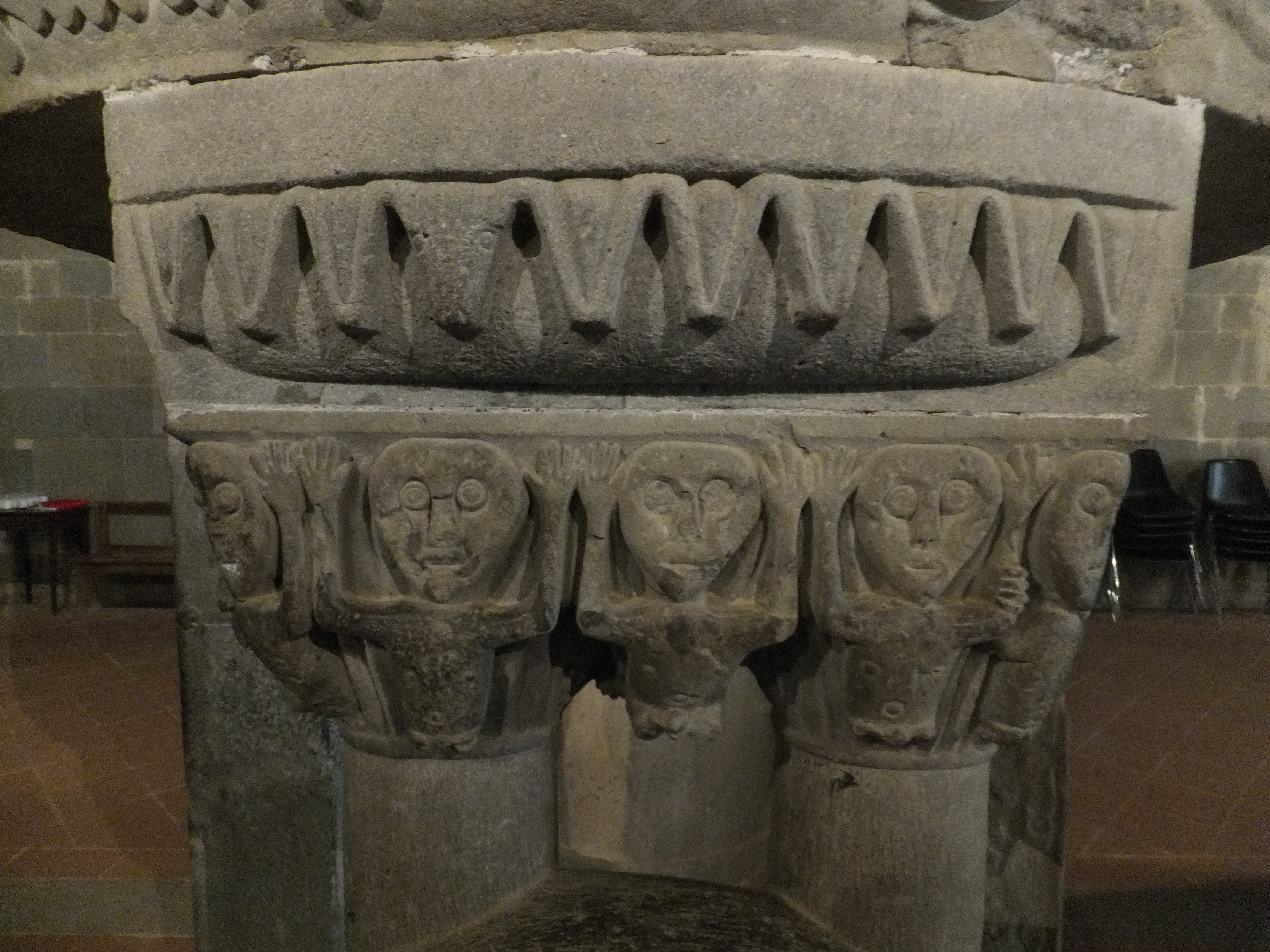
Particolare del pulpito
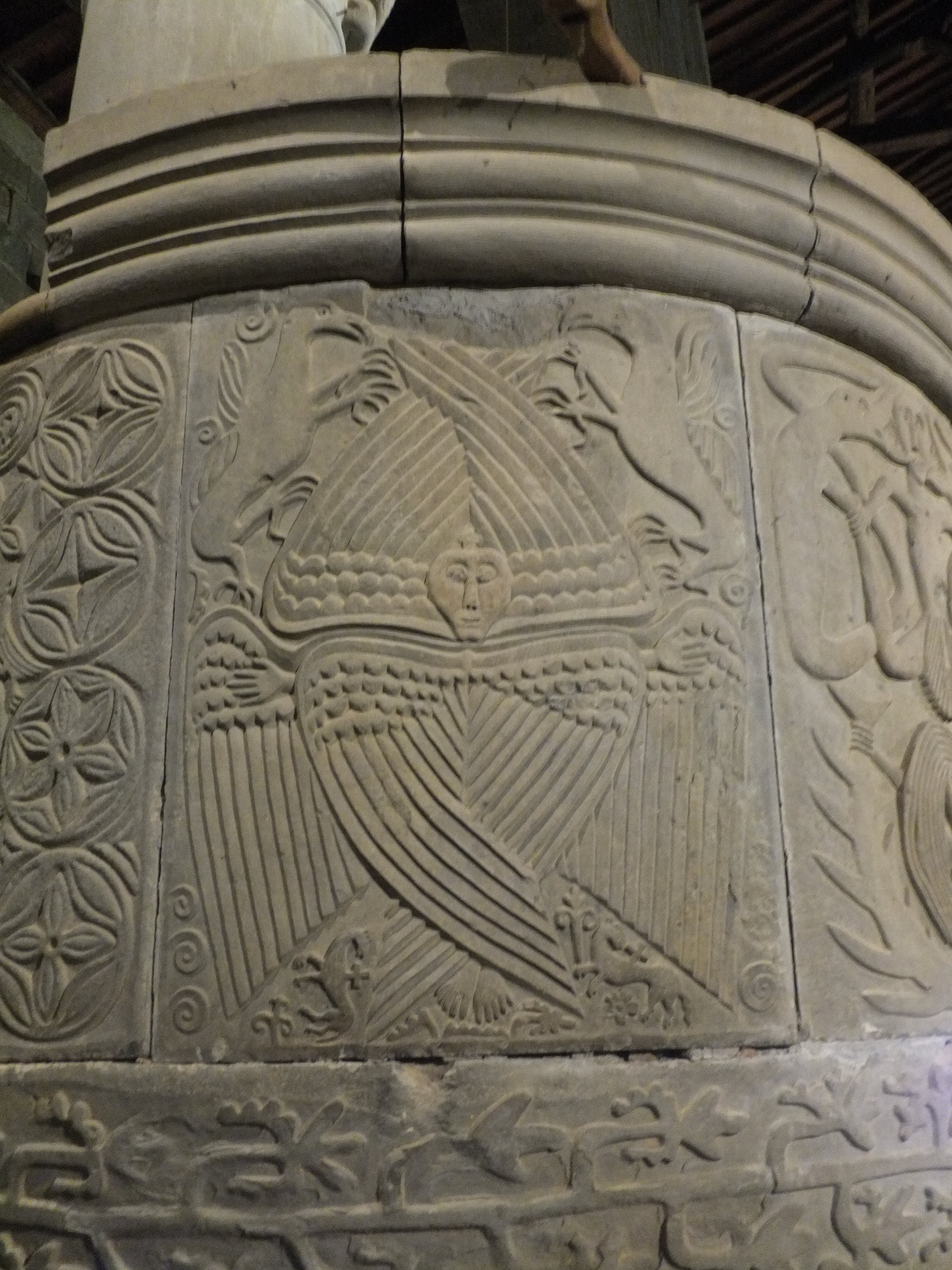
Particolare del pulpito

## Capitelli
I capitelli scolpiti nella pieve sono sedici in tutto, sette principali per lato, compresi quelli in controfacciata, su semipilastri rettangolari, ed i due su semicolonne addossate alla parete di fondo. A questi vanni aggiunti due ulteriori capitelli su semicolonne nelle cappelle alle estremità delle navate e quelli dei due registri di colonnine sull'abside. I pilastri dopo il pulpito e quello opposto invece non sono decorati. Le raffigurazioni dei capitelli sono nel complesso una allegoria della lotta tra il bene ed il male e presentano un’alternanza regolare di figure negative (male) e positive (bene) dalla controfacciata fino all’abside dove trionfa il bene, riportando lo stesso connotato benigno (o maligno) sui due capitelli destro e sinistro dello stesso livello.

### Controfacciata
Capitello di destra

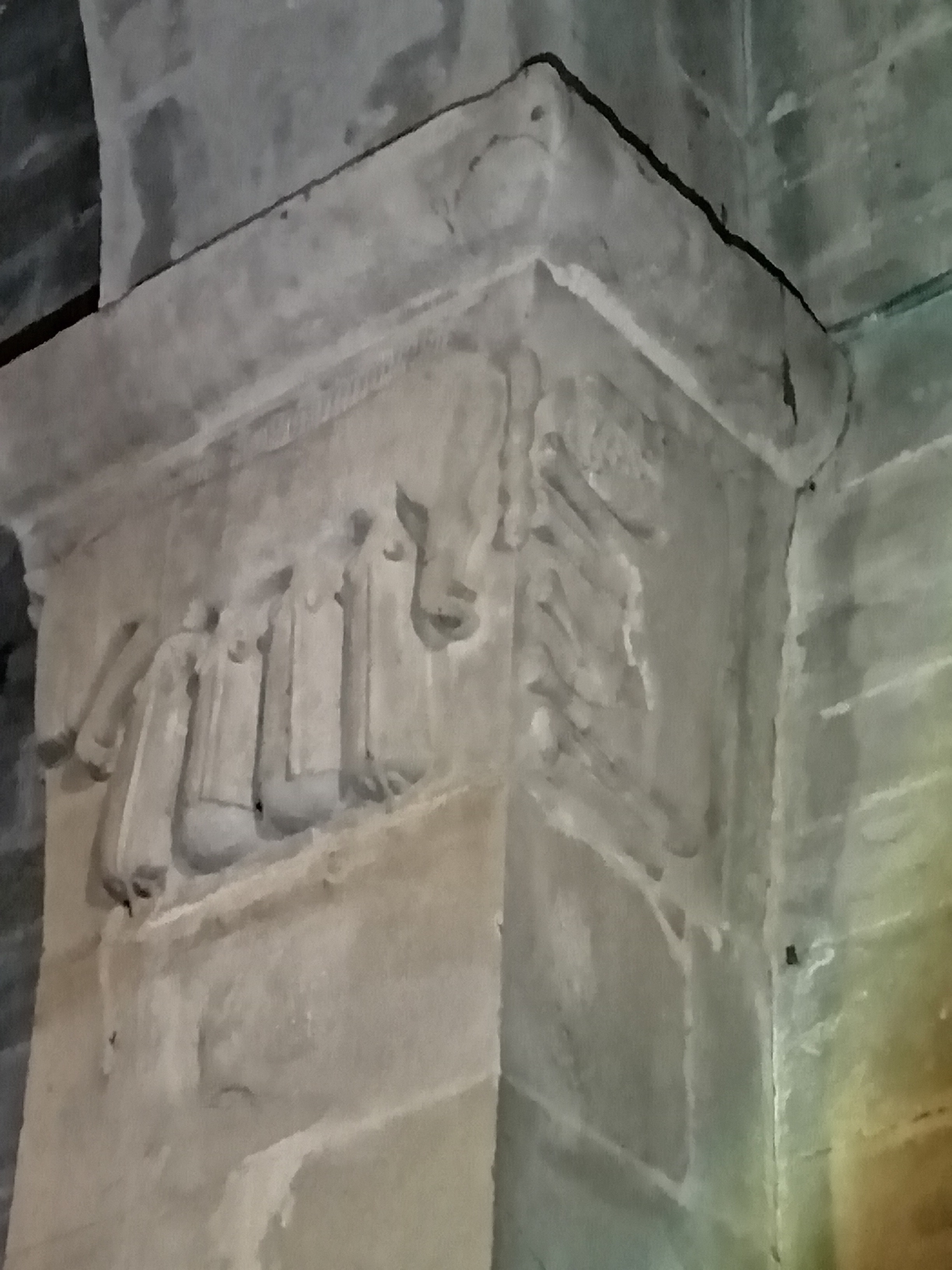
Capitello con favole di Fedro (lupo e agnello)

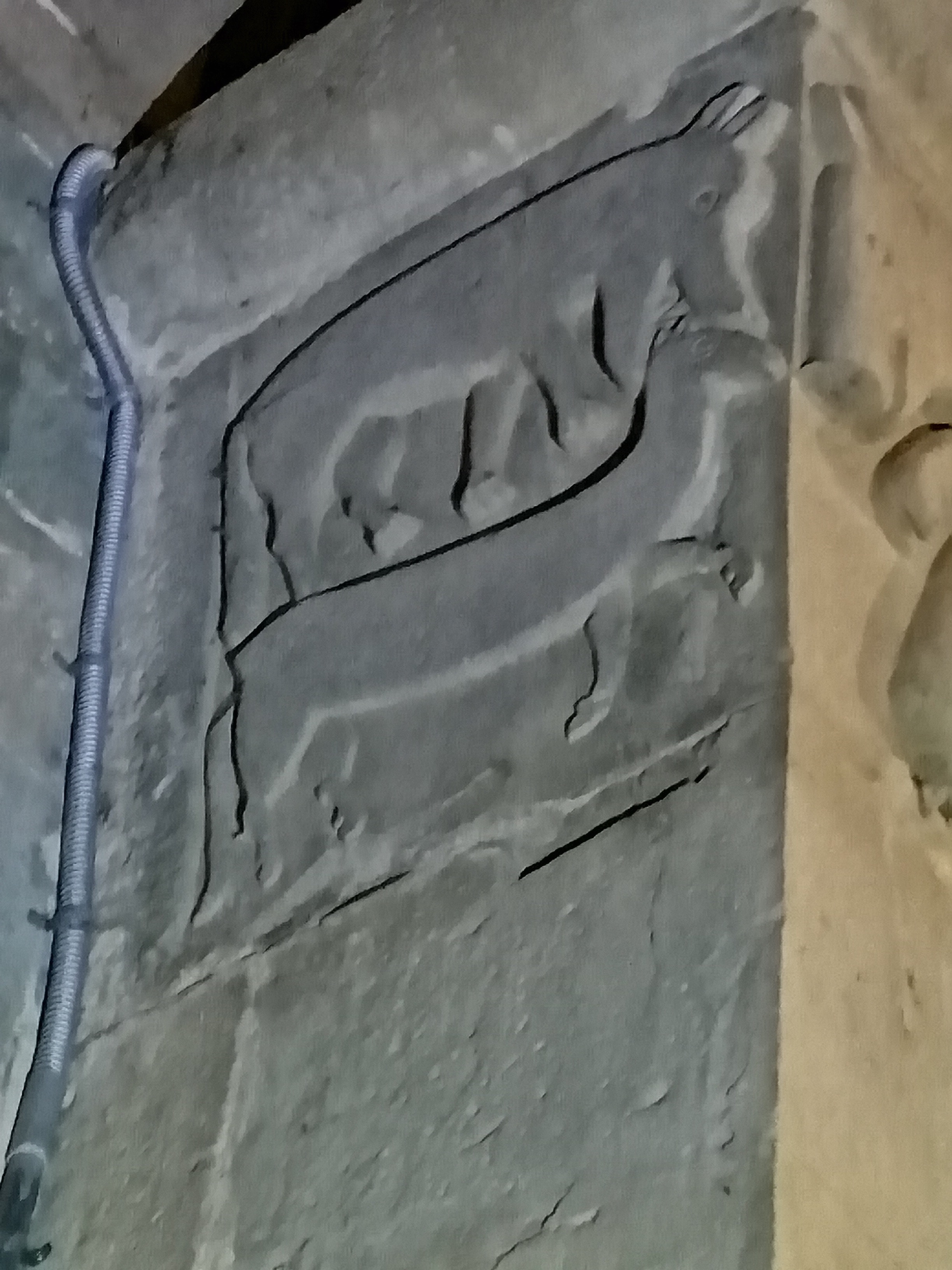
Capitello con favole di Fedro (lupo e scrofa partoriente)

Raffigura gli episodi di due novelle di Fedro. Sul lato rivolto alla parete della navata destra si ammira una scena rappresentativa della favola del lupo e dell’agnello in cui si vede il lupo che addenta l’agnello indifeso, favola che allerta il buono (martire salvato da Dio) sull’esistenza di persone malvagie ingiustificabili che con pretesti di ogni tipo sono determinate a fare del male e che non sono disposte a tornare indietro (che invece sono condannate). Questa favola è anche un richiamo alle accuse pretestuose rivolte a Gesù Cristo (Agnello di Dio) da sacerdoti e anziani crudeli (i lupi cui Cristo fa menzione più volte nel Vangelo) che vogliono metterlo in croce a tutti i costi cercando pretesti di ogni tipo. In particolare, l’agnello della favola ribatte in verità a tutte le accuse del lupo, ma senza riuscire a cambiare la volontà del lupo di sbranarlo comunque. Allo stesso modo, Cristo ribatte in verità alla accuse pretestuose rivolte dal popolo tramite Ponzio Pilato, ma senza cambiare il suo destino di crocifissione.
Al centro e sul lato opposto una scena rappresentativa della favola del lupo e della scrofa partoriente, in cui si vede il lupo che proferisce l’inganno di voler fare da ostetrico (condannato) e la scrofa che non fidandosi partorisce da sola mettendo al mondo ed allattando quattro lattonzoli (saggia che si tutela con l’assistenza di Dio). L’immagine della scrofa viene anche interpretata come la scrofa bianca che allatta trenta piccoli indicata dal dio Tevere ad Enea come luogo in cui suo figlio Ascanio fonderà Alba Longa (Eneide, VIII, 43-48), da recuperare in chiave cristiana come simbolo della Parola di Dio che nutre e fortifica le anime, così come i lavori agricoli nutrono l'uomo nelle quattro stagioni dell'anno (i quattro porcellini). Viene anche interpreatata come simbolo generale di maternità.
Capitello di sinistra

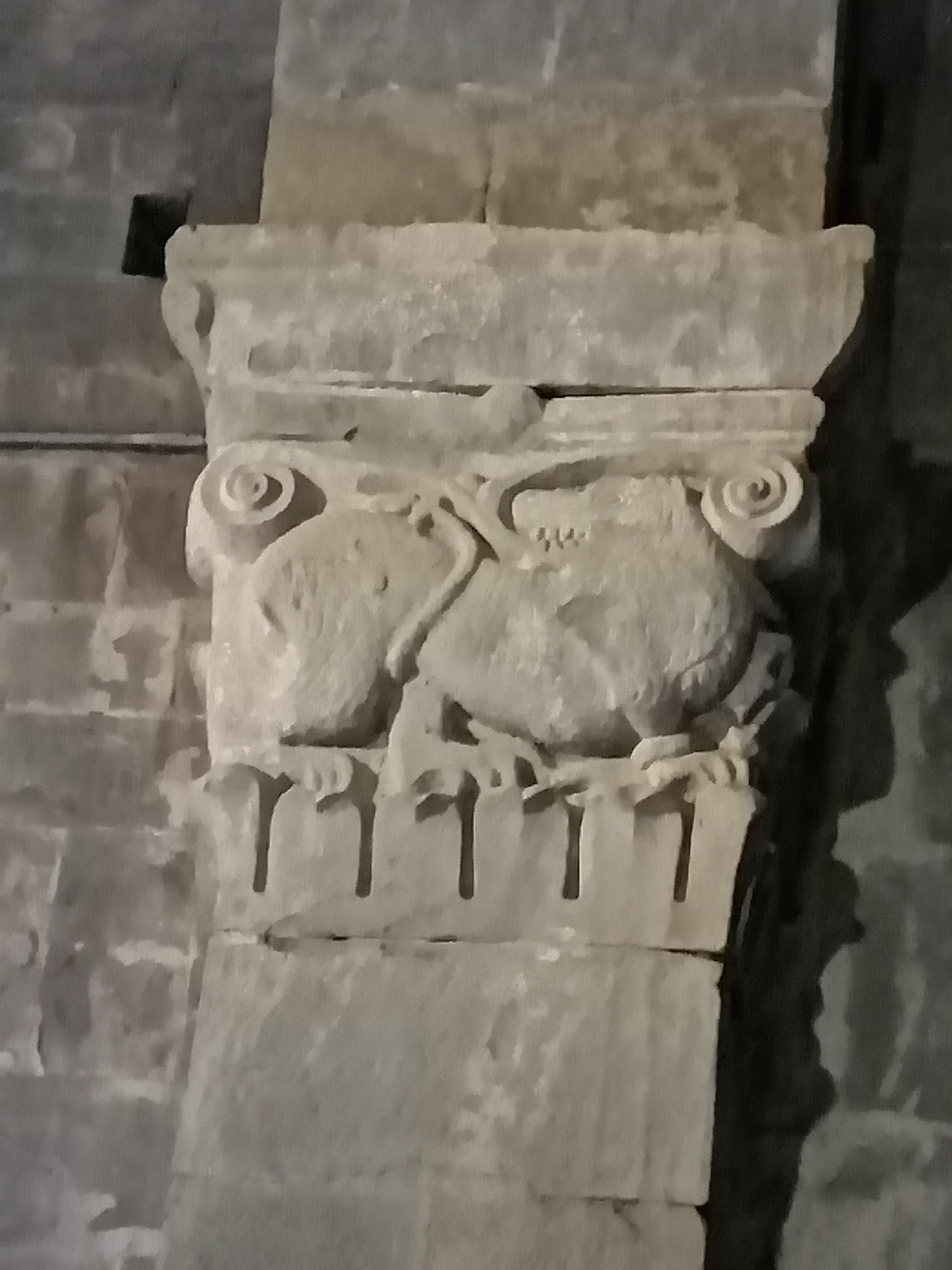
Capitello con creatura fantastica demoniaca

Raffigura un animale o creatura fantastica che è stata interpretata come orso, oppure come chimera. In ogni caso è simbolo del maligno perché dalla sua bocca che digrigna i denti escono tralci e la sua coda è bifida con una parte più lunga che si attorciglia intorno alle zampe. Sia l’orso che la chimera in arte romanica hanno significati negativi di ferocia ed aggressività ed impersono quindi il malvagio, il peccato, Satana o comunque il male che assale il cristiano e che agisce quindi qui da monito (l’orso può avere anche significato positivo, in realtà, ma non con questo aspetto feroce).

### Prime colonne
Capitello di destra

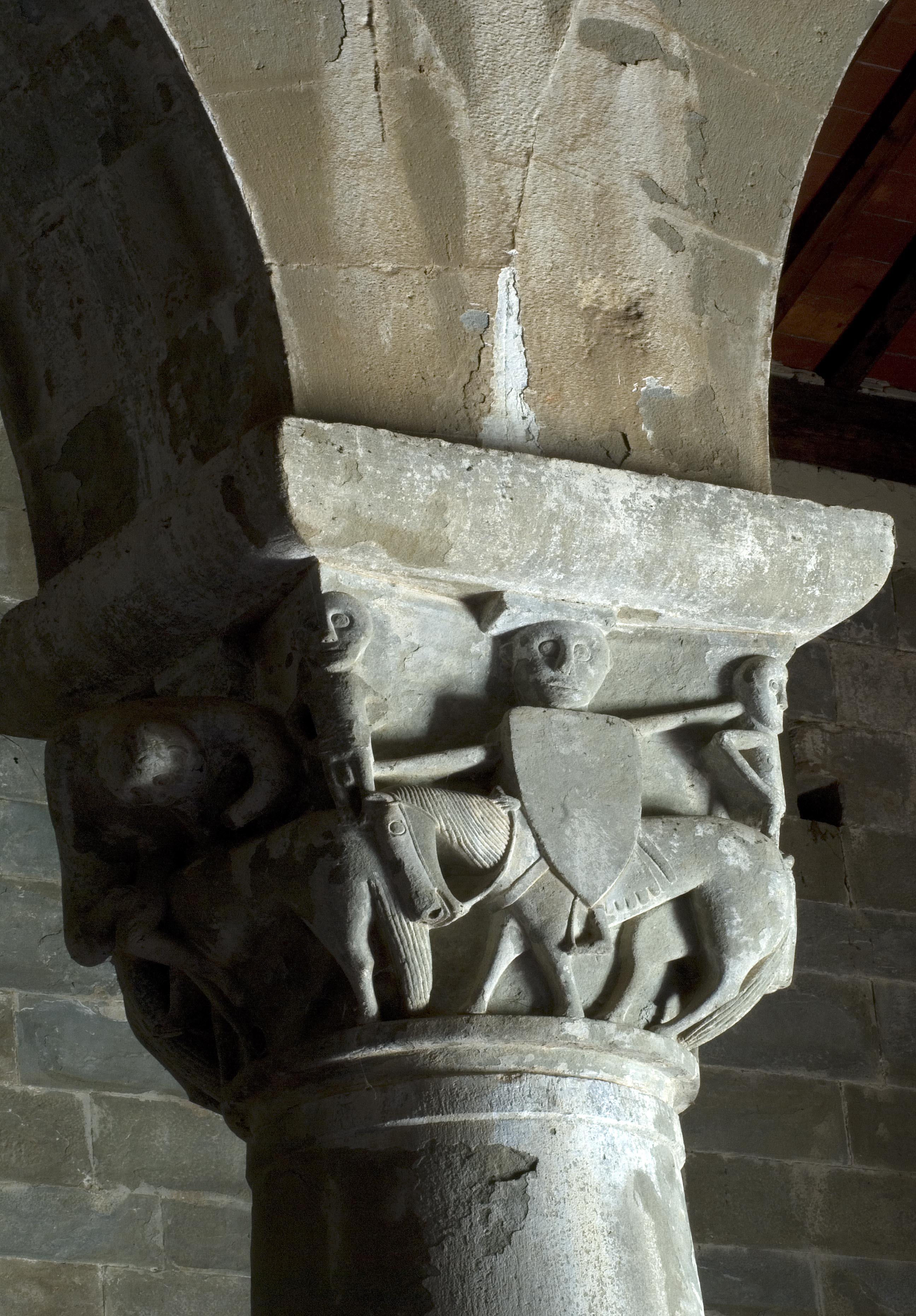
Capitello con cavalieri

Raffigura tre cavalieri con lancia e scudo, più la figura di un uomo seduto su un cavallo all’amazzone (con gambe cioè sullo stesso lato); agli angoli quattro uomini nudi più piccoli che mostrano il loro membro. I cavalieri sono generalmente figure positive, perché rappresentano una nuova classe di uomini liberi e ricchi, educati al cristianesimo e quindi equilibrati ed al servizio della difesa della fede cristiana, ad esempio in lotta nelle crociate che conducono all’ascesa in Paradiso, oppure fedeli la cui anima (cavaliere) domina il corpo (cavallo). Secondo entrambe le interpretazioni si contrappongono alle figurine nude più piccole che rappresentano infedeli o peccatori. Secondo un autore, i cavalieri sono simbolo di guerra, ferocia e passioni smodate, peccatori quanto gli uomini nudi più piccoli. Tuttavia, i cavalieri hanno sempre un connotato positivo nelle chiese romaniche e la rappresentazione in equilibrio piuttosto che in lotta tra loro o in posizioni contorte tende ad escludere questa interpretazione. 
Il quarto cavaliere in posizione inconsueta è più difficile da interpretare. Può indicare lo spinario, che necessità di rimuovere la spina dal suo piede, intralcio in questo cammino sia fisico che spirituale (la spina è il peccato o la difficoltà nella ricerca della salvezza). In quanto spinario, può essere simbolo del lussurioso o comunque del peccatore che ha smarrito la retta via facendosi male. È stato visto anche come Teodorico da Verona che, secondo la leggenda, fu rapito da un cavallo nero per essere gettato dentro un vulcano per punirlo della sua persecuzione ai Cristiani.
Capitello di sinistra

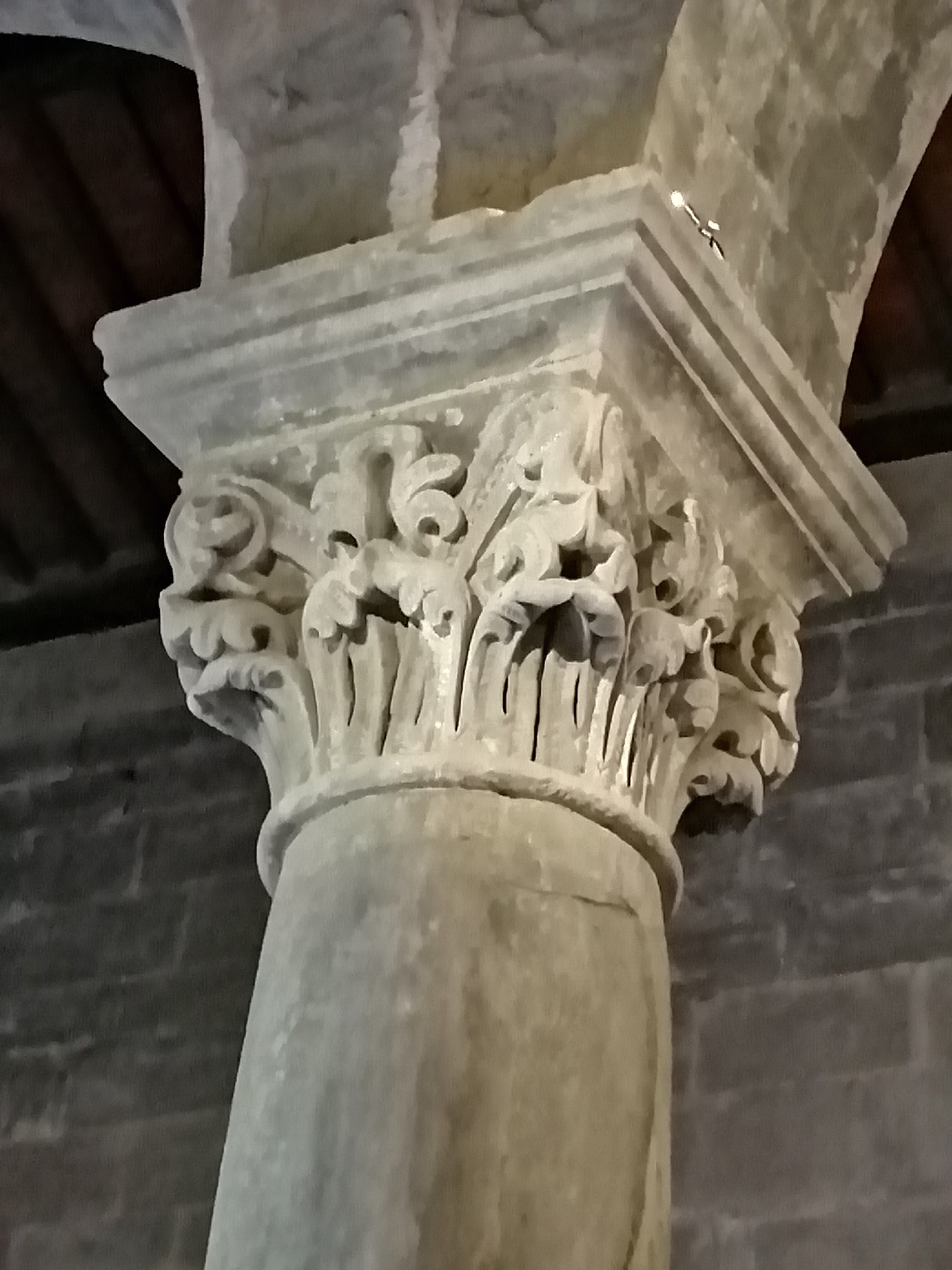
Capitello Corinzio

È un capitello semplice con volute di acanto tipico dello stile corinzio. Secondo la leggenda, l’architetto Callimaco (V secolo A.C.) vide spuntare dalla tomba di una bambina di Corinto un tralcio di acanto interpretandolo come segno di rinascita e traendone ispirazione per creare il capitello di ordine corinzio. Il Cristianesimo recuperò questo significato, collocando capitelli in stile corinzio nelle sue chiese più spesso di altri ordini, in particolare nel coro e nelle absidi, il luogo più sacro della chiesa (e la pieve di Gropina non fa eccezione). È quindi simbolo di immortalità, di vita ultraterrena concessa per misericordia di Dio o guadagnata per virtù, facendo quindi da "pendant" simbologico al capitello dei cavalieri anche loro destinati all’immortalità.

### Seconde colonne
Capitello di destra

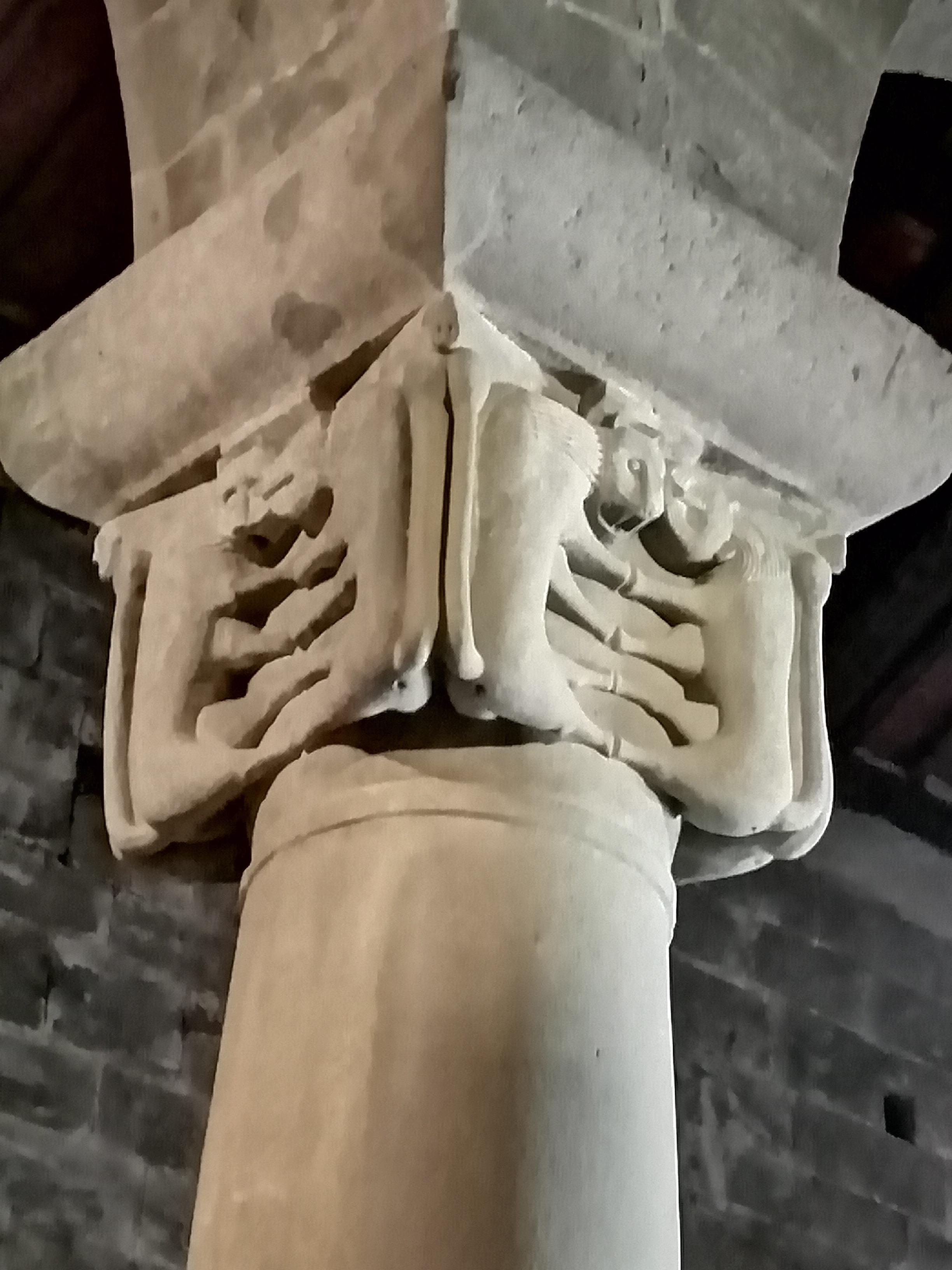
Capitello con leoni in lotta tra loro

Raffigura leoni (o meno probabilmente tigri) in lotta tra di loro ad indicare il caos e le lotte che esistono tra le forse del male che non criescono a trovarsi d'accordo neppure tra di loro. Un’interpretazione alternativa, meno probabile, è l’indicazione della lotta fratricida tra Caino e Abele. In ogni caso è capitello che raffigura forze del male.
Capitello di sinistra

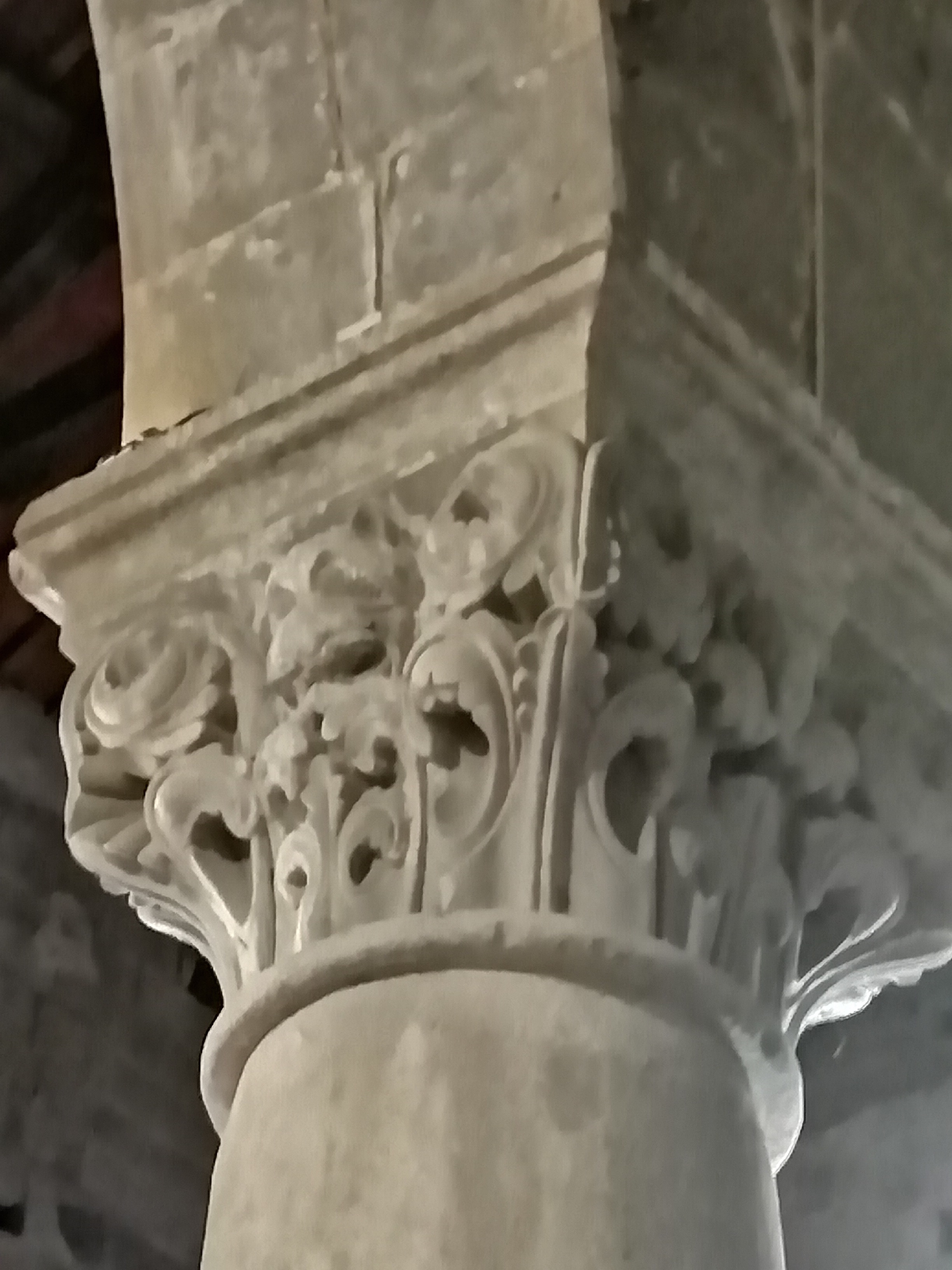
Capitello con simboli demoniaci

Raffigura sulle quattro facce simboli demoniaci, ovvero un demone cornuto che digrigna i denti (rivolto verso l’entrata), un caprone (verso la parete), un felino, drago o animale fantastico che digrigna i denti e spalanca gli occhi demoniaci (verso l’abside) ed infine una figura umana con la bocca aperta (verso la navata centrale). Sono tutti simboli negativi. Solo sull’attribuzione dell’ultima figura rimane qualche dubbio, in quanto generalmente non è interpretata dagli storici dell’arte ed ultimamente è stata associata al Green Man anglosassone, ovvero forza generatrice naturale arcaica. È tuttavia interpretazione improbabile per la presenza di forze malefiche sugli altri lati e perché il Green Man ha in genere fogliame che esce dalla bocca, mentre qui le foglie sembrano entrare dall’esterno nella bocca aperta a sproposito.

### Terze colonne
Capitello di destra

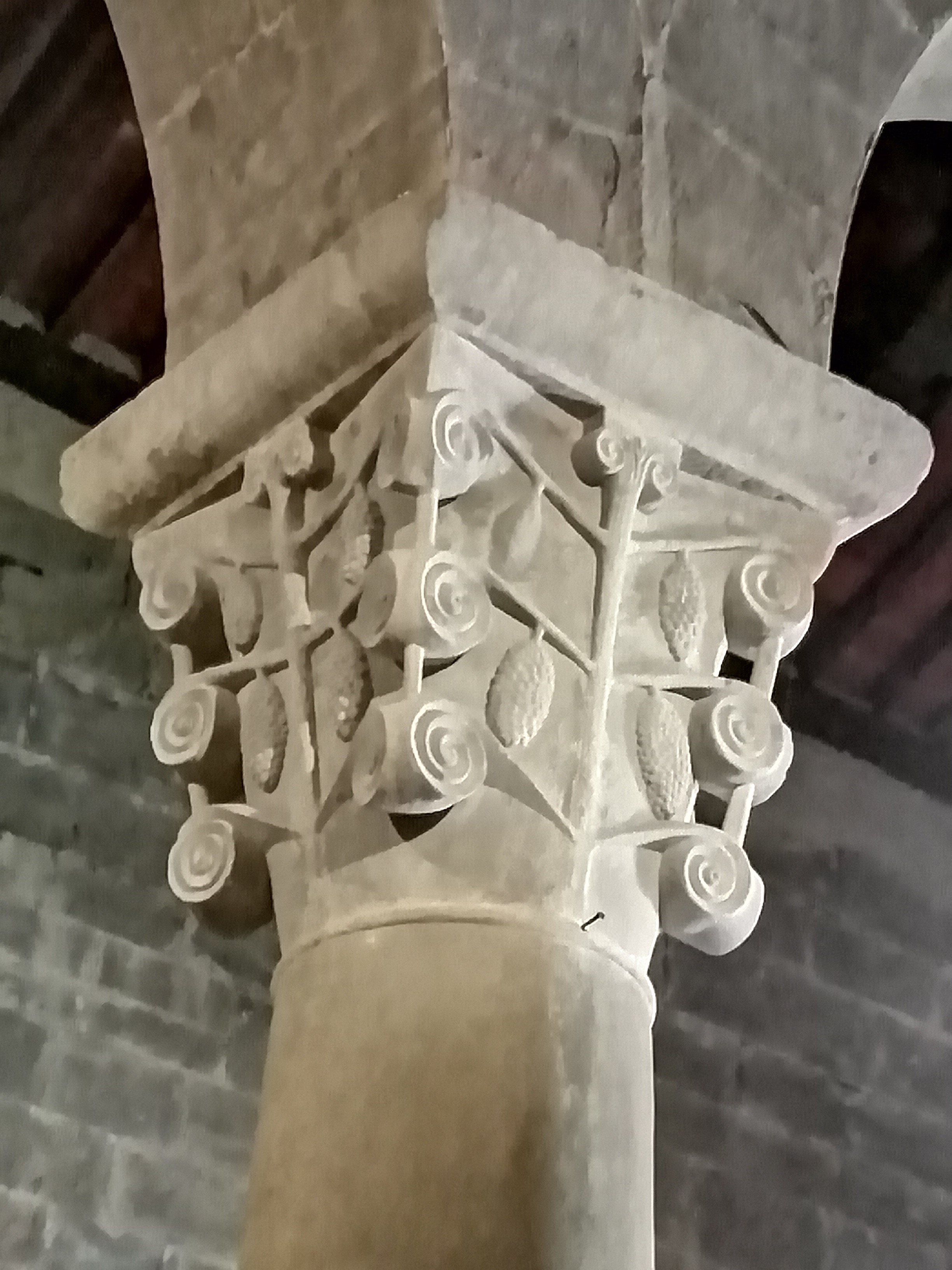
Capitello con tralcio di vite con uva

Descrive un tralcio di vite con uva. È simbolo dell'eucaristia oppure si riferisce al Vangelo  in cui Gesù Cristo disse “Io sono la vite e voi siete i tralci, se uno rimane unito a me e io a lui, egli produce molto frutto; senza di me non potete far nulla” (Giovanni 15, 1-8). È quindi segno positivo.
Capitello di sinistra

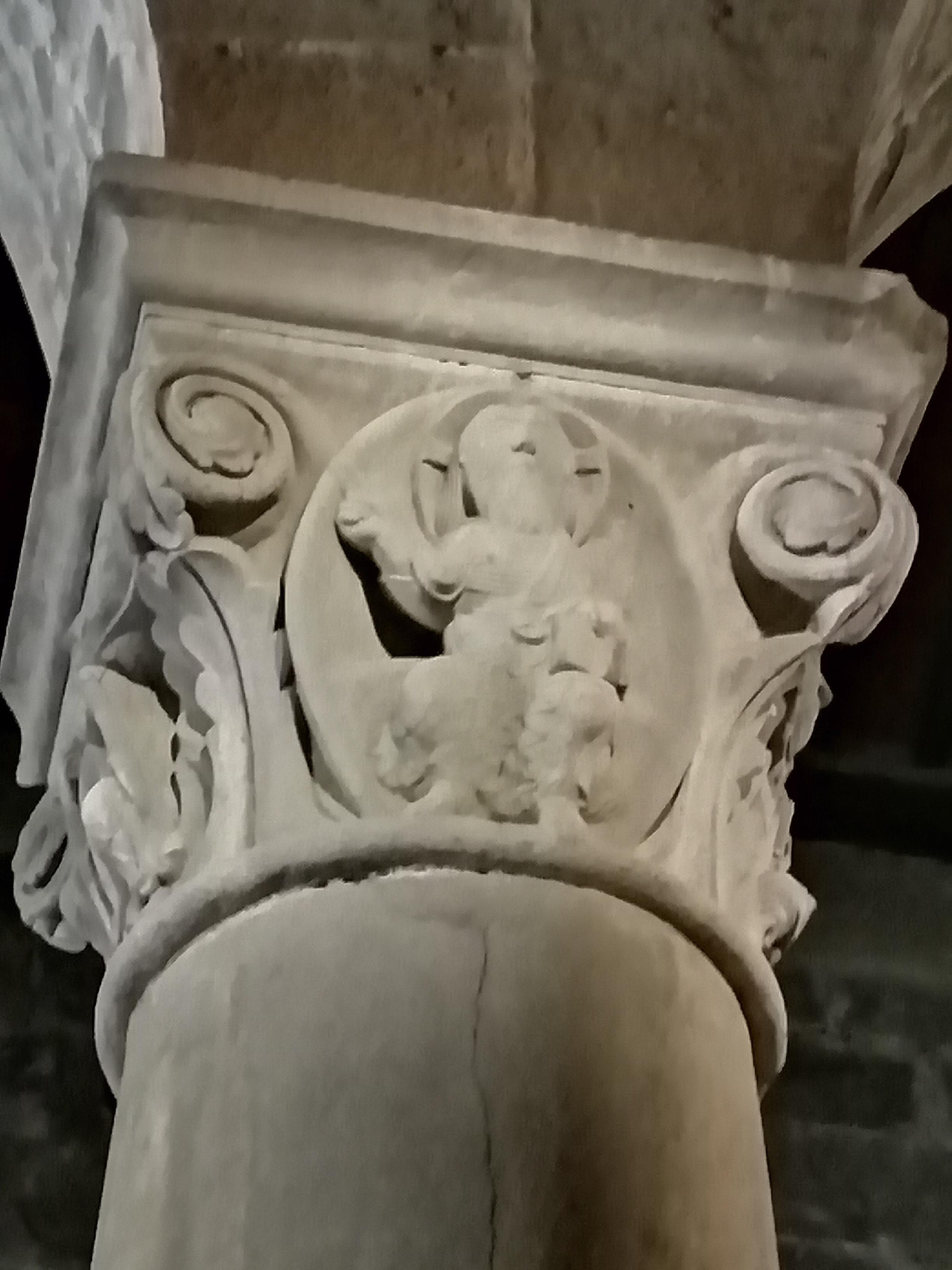
Capitello con figure di chiesa, Gesù Cristo benedicente nella mandorla

Riporta sui quattro lati immagini della Chiesa: Gesù Cristo benedicente nella mandorla (rivolto verso la navata centrale), gli Apostoli Pietro e Paolo (verso l’Abside), Sansone con i lunghi capelli che smascella il leone (verso la parete) e un uomo di chiesa che mostra un cartiglio (vero l’entrata). Quest’ultima è stata identificata come un profeta,, anche se improbabile visto che ha una veste ecclesiastica, Sant'Ambrogio, vescovo di Milano e dottore della Chiesa, anche in questo caso senza molte prove, ed una figura imprecisata di un sacerdote o pievano. Qualche incertezza anche per la figura di Sansone identificato anche con Davide che apre le fauci al leone, ma la presenza dei lunghi capelli e la larga diffusione di questa iconografia nell’arte romanica fanno propendere gli studiosi per la prima interpretazione.

### Quarte colonne
Capitello di destra

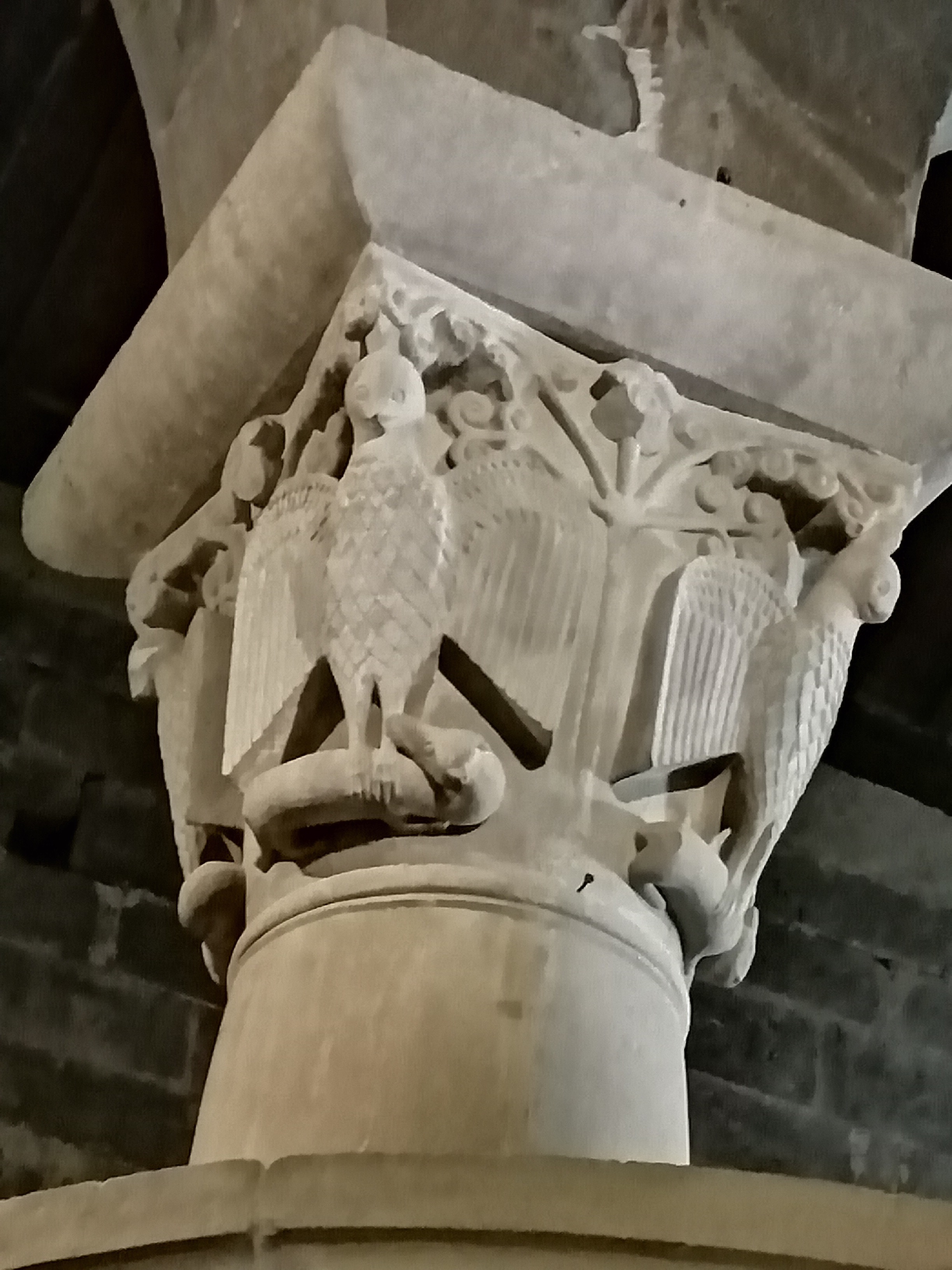
Capitello con aquile che artigliano prede che si ribellano

Raffigura aquile che artigliano prede dalle sembianze poco riconoscibili (conigli? lepri? roditori?). Alcune prede si ribellano mordendo le zampe dell’aquila che la ghermisce mentre altre non lo fanno. Le aquile che abbrancano animali in ribellione possono essere sia simboli cristologici che puniscono i peccatori che creature violente e maligne (anche uomini) che aggrediscono prede giuste ed indifese che si ribellano inutilmente. Gli studiosi si sono espressi secondo la prima o seconda interpretazione.
Capitello di sinistra

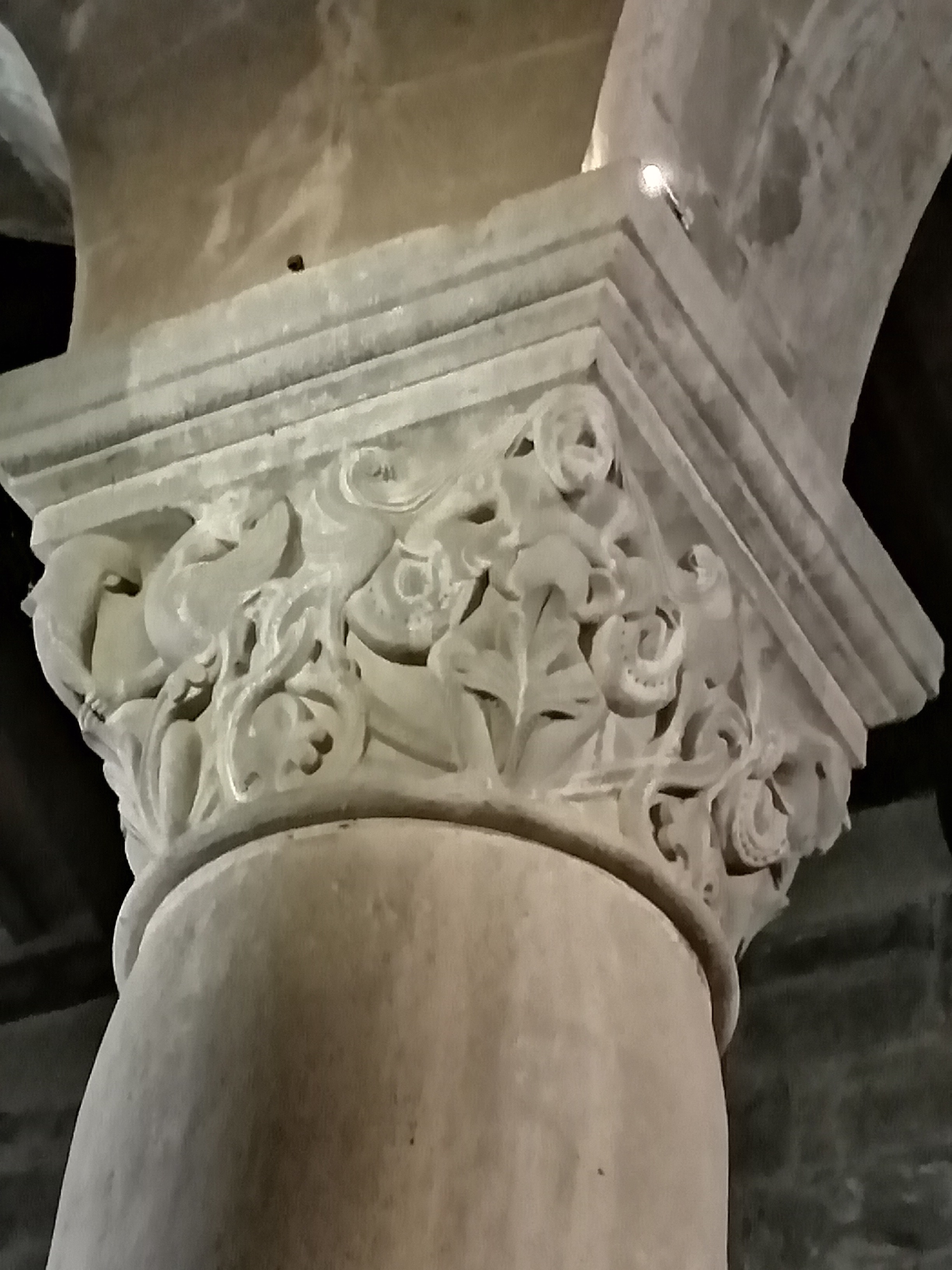
Capitello con tre figure femminili nude e uomo che si tocca la barba

Riporta agli angoli tre figure femminili nude le cui parti intime sono coperte da elementi vegetali e i cui seni sono morsi da draghi. Figure di questo tipo sono interpretate, praticamente all’unanimità, come simboli di lussuria punite all’inferno da demoni. Una quarta figura maschile anziana, anch’essa nuda, si tocca la barba ed è affiancata da due draghi che si voltano indietro. Qui le interpretazioni sono state le più svariate. L’uomo che si tocca la barba può rappresentare, nell’arte romanica, un eretico e i due draghi accompagnerebbero il suo operato. Può essere anche un uomo anziano che ha superato il peccato della lussuria per l’età e che quindi non è attaccato dai draghi.. Più improbabile che si tratti di Lucifero che si strappa la barba, come proposto da una fonte. Nel complesso, i due capitelli destro e sinistro potrebbero indicare peccatori puniti da demoni per volere del Cristo Giudice, tra i quali spuntano, seppur in minoranza, figure positive salvate (l’anziano e le prede docili che non si ribellano).

### Quinti pilastri
Come già accennato, questi due pilastri non presentano capitelli.

### Seste colonne
Capitello di destra

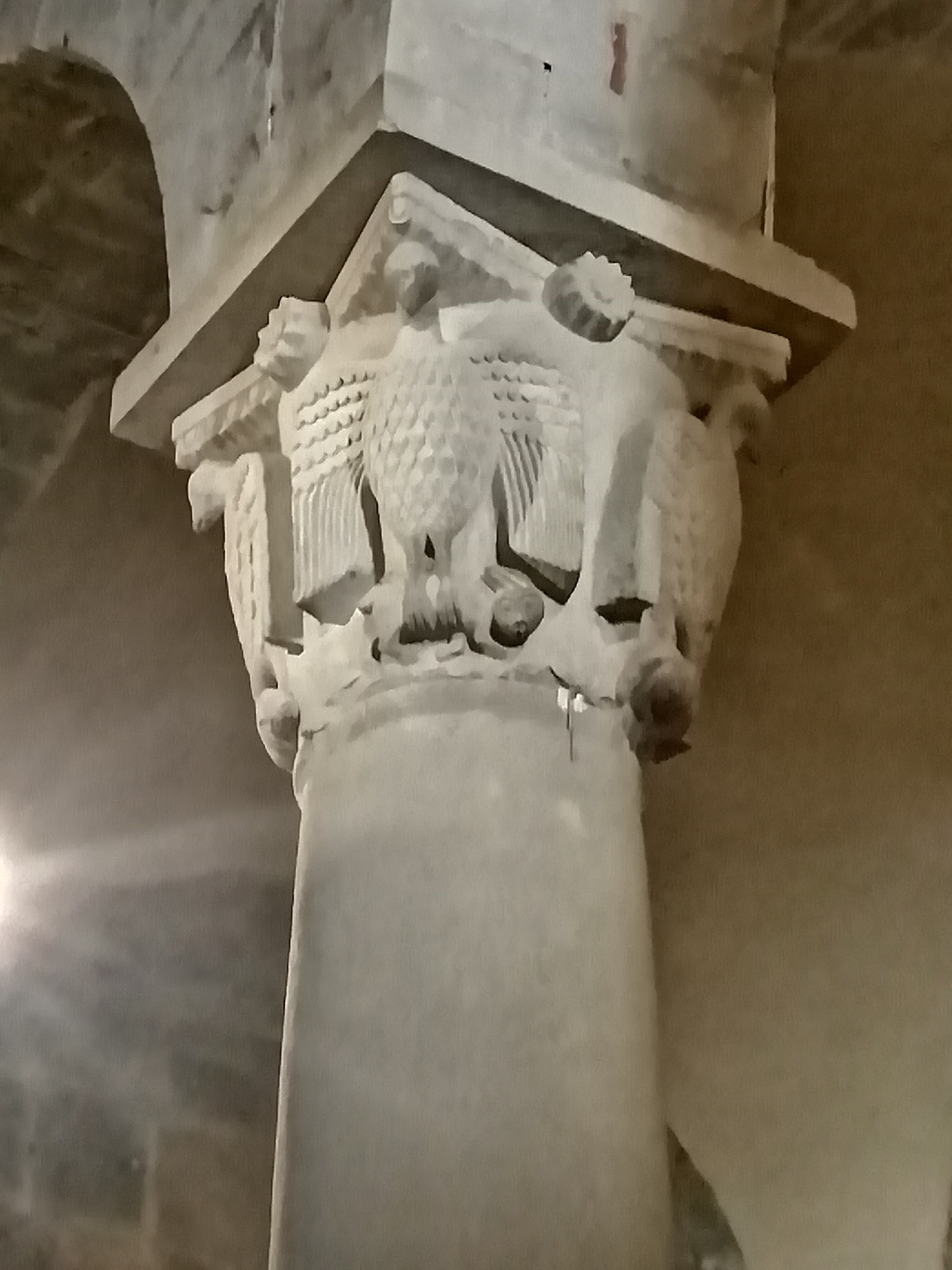
Capitello con aquile che artigliano prede

Oltre il pilastro a base quadrata vi è una colonna cilindrica con capitello simile al quarto capitello sullo stesso lato destro: raffigura aquile che artigliano prede, ma a differenza del precedente queste non si ribellano mai. Potrebbero essere quindi anime docili salvate da Cristo per sua misericordia (le sembianze degli animali quali conigli e roditori indicherebbero infatti figure peccatrici). Gli animaletti sarebbero quindi anime che ripongono la loro fiducia in Cristo ed allora l'aquila che l'afferra conduce l'anima del peccatore in un aldilà benefico. Non mancano interpretazioni alternative, quali quelle che riconducono ad animali violenti che distruggono le anime indifese o simboli cristologici che condannano peccatori rassegnati. Il significato di immortalità sul capitello che fa da "pendant" sul lato sinistro fa propendere tuttavia per il significato esposto sopra.
Capitello di sinistra
È un capitello con volute di acanto tipico dello stile corinzio, simbolo di immortalità, come quello sullo stesso lato sulla prima colonna.

### Semicolonne dell’abside

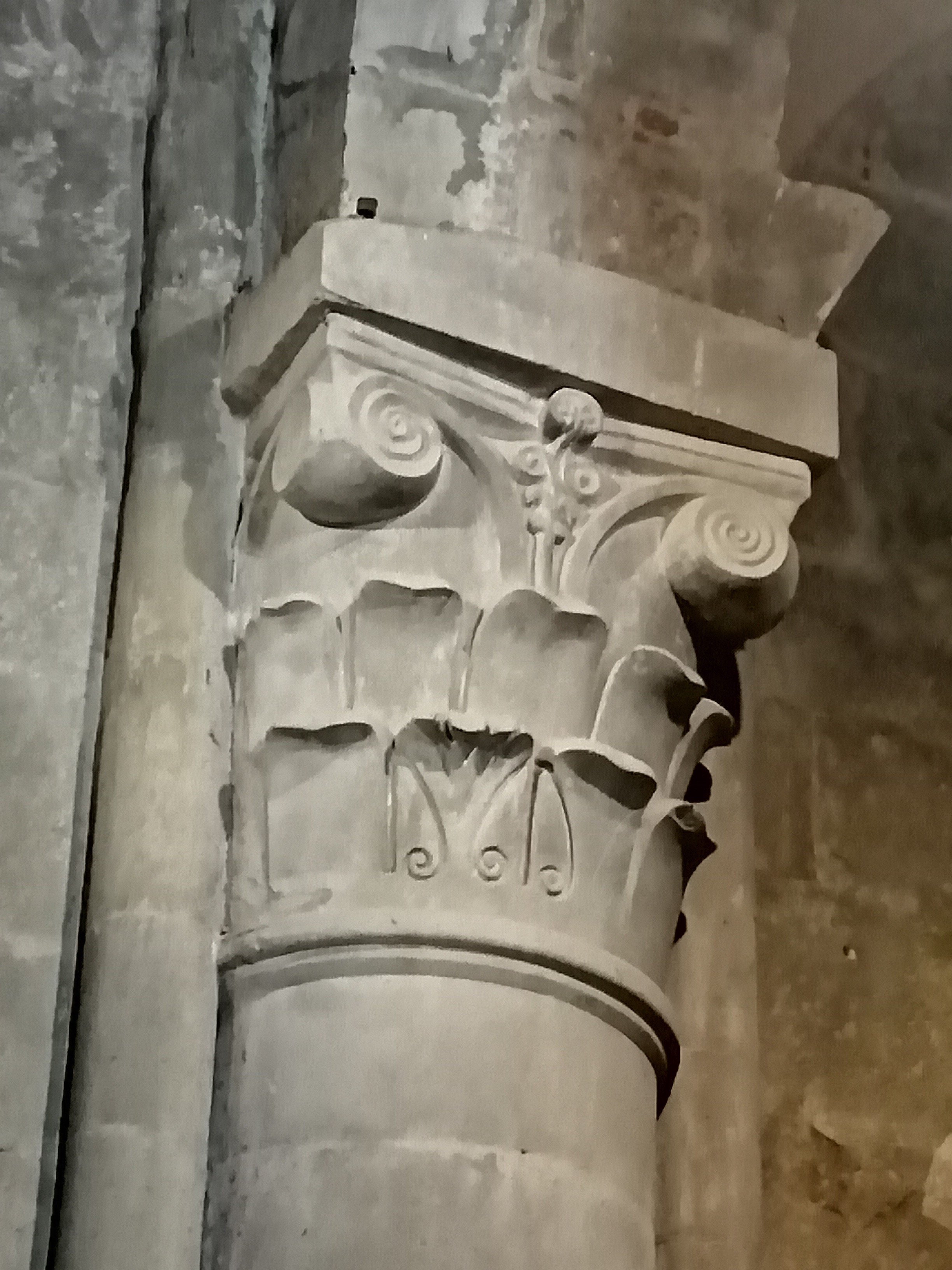
Capitello corinzio

In fondo alla chiesa ai lati dell’abside, che è la parte più sacra vi sono capitelli in stile corinzio su entrambi i lati e che sono riproposti anche entro l’abside stessa; indicano la Vittoria di Cristo sulla morte, che permette anche alle anime che si avvicinano alla Chiesa e ne seguono gli insegnamenti di ricevere lo stesso beneficio. Corinzi sono anche i capitelli sulle semicolonne delle pareti esterni e quelli dell'abside.